# Rock with You
Rock with You је пјесма америчког извођача Мајкла Џексона са његовог петог студијског албума Off the Wall (1979). Објављена је као други сингл са албума 9. новембра 1979. Написао ју је Род Темпертон, члан групе Хитвејв, који је поред ове написао и Џексонов хит {Thriller.
Пјесма је била на врху поп и ритам и блуз топ-листи. Према наводима „Билборд“ магазина, била је четврти најуспјешнији сингл 1980. Сматра се једним од последњих хитова ере диско музике. Поново је издата као сингл 27. фебруара 2006. у склопу албума Visionary: The Video Singles.